# Ubaid bin Said bin Raschid
Ubaid bin Said bin Raschid (arabisch عبيد بن سعيد بن راشد, DMG ʿUbaid b. Saʿīd b. Rāšid; † 1836 in Dubai) war der erste Herrscher von Dubai unter den al-Bufalasa und führte gemeinsam mit Maktum bin Buti eine Auswanderung seines Stammes von Abu Dhabi an. Er regierte drei Jahre lang bis zu seinem Tod im Jahr 1836.

## Leben
Laut Aufzeichnungen wurde Dubai im frühen 18. Jahrhundert als kleines Fischerdorf an der Seeräuberküste gegründet und war damals ein Tribut an den Bani-Yas-Stamm von Abu Dhabi. Als der Allgemeine Seevertrag von 1820 zwischen den Scheichs der Küsten des südöstlichen Persischen Golfs und den Briten unterzeichnet wurde, wurde die Stadt im Auftrag von Abu Dhabis Scheich Tahnun bin Schachbut von einem Regenten regiert. Der damals minderjährige Scheich Muhammad bin Hazza bin Zaal wurde von seinem Onkel, dem Regenten Said bin Saif bin Zaal, vertreten. Bis zur Ankunft der al-Balasa im Jahr 1833, als er 23 Jahre alt war, blieb Muhammad bin Hazza der Anführer von Dubai. Im Jahr 1822 hatte die Stadt etwa 700 bis 800 Einwohner.
Eine Auswanderung von etwa 800 Mitgliedern der al-Bufalasa nach Dubai wurde durch einen Staatsstreich ausgelöst, der Scheich Tahnun als Herrscher von Abu Dhabi und des Bani Yas-Stammes entfernte. Die al-Bufalasa waren mit den Handlungen des neuen Herrschers, Scheich Chalifa bin Schachbut Al Nahyan, nicht einverstanden und zogen nach Norden, nach Dubai, das damals aus einer Siedlung von etwa 250 Häusern in Schindagha und der al-Fahidi-Festung auf der anderen Seite der Ghubaiba-Bucht bestand. Die Migration fand während und nach der Perlensaison des Jahres statt.
Ubaid bin Said bin Raschid verstarb im hohen Alter und wurde von Maktum abgelöst.